# Charakter (gatunek literacki)
Charakter – gatunek literacki mający formę krótkiego tekstu prozą, w którym bohater literacki ujmowany jest poza zdarzeniami.
Bohater stanowi ośrodek kompozycyjny dzieła, zaś głównym tematem tego rodzaju utworu jest charakterystyka bohatera. Jeśli pojawiają się jakieś zdarzenia, to tylko jako element charakterystyki. Charakter może też prezentować postawę typową dla pewnej grupy ludzi. W starożytności charaktery uprawiał Teofrast. W literaturze polskiej cykl charakterów napisała Zofia Nałkowska.